# Marsilio da Carrara di Francesco Novello
Marsilio da Carrara (Padova, fine XIV secolo – Venezia, 24 marzo 1435) è stato un condottiero italiano.

## Biografia
Nacque da Francesco II da Carrara, ultimo signore di Padova e da Taddea d'Este, dei signori di Ferrara.
Intraprese la carriera delle armi e nel 1404 venne armato cavaliere durante l'assedio di Verona. Nel 1405, durante l'assedio di Padova da parte della Serenissima, fu inviato dal padre a Firenze nella speranza di salvargli la vita. La Repubblica di Venezia mise una taglia sulla sua testa. Marsilio strinse amicizia con Brunoro della Scala, spogliato della signoria di Verona e condivisero le proprie avventure per 14 anni.
Fuggito da Firenze, nel 1409 fu a Genova al servizio dei duchi di Milano. Nel 1410 seguì le parti dell'imperatore Sigismondo impegnato contro Venezia per la riconquista della Dalmazia.
Nel 1413 Marsilio vide la possibilità di riconquistare Padova, grazie all'appoggio delle truppe imperiali guidate da Pippo Spano, accampato nei pressi di Cittadella. Ma il condottiero Pandolfo Malatesta riuscì a rinforzare la guardia nella città, impedendo possibili insurrezione a favore dei Carraresi.
Un ultimo tentativo di rimettere al potere Marsilio e Brunoro della Scala nelle rispettive signorie venne compiuto dalle truppe imperiali nel 1418, ma il tentativo e la successiva pace tra i contendenti pose fine alle loro speranze. Nel 1423 fu al servizio di Filippo Maria Visconti, da sempre impegnato contro Venezia, credendo di riconquistare Padova grazie al suo aiuto, ma non vi riuscì. Il 16 marzo 1435 fece l'ultimo tentativo di riappropriarsi della città, con l'appoggio di alcuni fedelissimi, ma l'impresa fallì a causa della neve incontrata sul percorso da Milano. Tentò di rientrare a Milano ma fu inseguito e catturato dai veneziani ai confini del padovano. Tradotto prima a Vicenza e quindi a Padova, venne condotto a Venezia dove, dopo un breve processo, fu decapitato in Piazza San Marco il 24 marzo 1435.
Marsilio fu l'ultimo della sua stirpe che dominò su Padova per 87 anni.

## Discendenza
Marsilio sposò nel 1400 in prime nozze la figlia di Andrea Matteo Acquaviva di Napoli e nel 1411 Maria Fieschi di Genova. Non ebbero figli.

## Ascendenza
|                                                 |                                        |                                             | Genitori                                |  |  | Nonni |  |  | Bisnonni                                 |  |  | Trisnonni                             |  |
|                                                 |                                        |                                             |                                         |  |  |       |  |  | Giacomo II da Carrara, signore di Padova |  |  | Niccolò da Carrara, signore di Padova |  |
|                                                 |                                        |                                             |                                         |  |  |       |  |  | Giacomo II da Carrara, signore di Padova |  |  | Niccolò da Carrara, signore di Padova |  |
|                                                 |                                        | …                                           |                                         |  |  |       |  |  | Giacomo II da Carrara, signore di Padova |  |  |                                       |  |
| Francesco I da Carrara, signore di Padova       |                                        |                                             |                                         |  |  |       |  |  | Giacomo II da Carrara, signore di Padova |  |  |                                       |  |
|                                                 |                                        | Lieta Forzatè                               | Alvise Forzatè                          |  |  |       |  |  |                                          |  |  |                                       |  |
|                                                 |                                        | Lieta Forzatè                               | Alvise Forzatè                          |  |  |       |  |  |                                          |  |  |                                       |  |
|                                                 |                                        | Lieta Forzatè                               | …                                       |  |  |       |  |  |                                          |  |  |                                       |  |
| Francesco II da Carrara, signore di Padova      |                                        | Lieta Forzatè                               |                                         |  |  |       |  |  |                                          |  |  |                                       |  |
|                                                 |                                        | Pataro Buzzaccarini                         | Aleduse Buzzaccarini                    |  |  |       |  |  |                                          |  |  |                                       |  |
|                                                 |                                        | Pataro Buzzaccarini                         | Aleduse Buzzaccarini                    |  |  |       |  |  |                                          |  |  |                                       |  |
|                                                 |                                        | Pataro Buzzaccarini                         | N. Patari                               |  |  |       |  |  |                                          |  |  |                                       |  |
| Fina Buzzaccarini                               |                                        | Pataro Buzzaccarini                         |                                         |  |  |       |  |  |                                          |  |  |                                       |  |
|                                                 |                                        | Francesca da Gonzaga                        | …                                       |  |  |       |  |  |                                          |  |  |                                       |  |
|                                                 |                                        | Francesca da Gonzaga                        | …                                       |  |  |       |  |  |                                          |  |  |                                       |  |
|                                                 |                                        | Francesca da Gonzaga                        | …                                       |  |  |       |  |  |                                          |  |  |                                       |  |
| Marsilio da Carrara                             |                                        | Francesca da Gonzaga                        |                                         |  |  |       |  |  |                                          |  |  |                                       |  |
|                                                 | Obizzo III d'Este, marchese di Ferrara | Aldobrandino II d'Este, marchese di Ferrara |                                         |  |  |       |  |  |                                          |  |  |                                       |  |
|                                                 | Obizzo III d'Este, marchese di Ferrara | Aldobrandino II d'Este, marchese di Ferrara |                                         |  |  |       |  |  |                                          |  |  |                                       |  |
|                                                 | Obizzo III d'Este, marchese di Ferrara | Alda Rangoni                                |                                         |  |  |       |  |  |                                          |  |  |                                       |  |
| Niccolò II d'Este, marchese di Ferrara e Modena | Obizzo III d'Este, marchese di Ferrara |                                             |                                         |  |  |       |  |  |                                          |  |  |                                       |  |
|                                                 |                                        | Lippa Ariosti                               | Iacopo Ariosti                          |  |  |       |  |  |                                          |  |  |                                       |  |
|                                                 |                                        | Lippa Ariosti                               | Iacopo Ariosti                          |  |  |       |  |  |                                          |  |  |                                       |  |
|                                                 |                                        | Lippa Ariosti                               | …                                       |  |  |       |  |  |                                          |  |  |                                       |  |
| Taddea d'Este                                   |                                        | Lippa Ariosti                               |                                         |  |  |       |  |  |                                          |  |  |                                       |  |
|                                                 |                                        | Mastino II della Scala, signore di Verona   | Alboino della Scala, signore di Verona  |  |  |       |  |  |                                          |  |  |                                       |  |
|                                                 |                                        | Mastino II della Scala, signore di Verona   | Alboino della Scala, signore di Verona  |  |  |       |  |  |                                          |  |  |                                       |  |
|                                                 |                                        | Mastino II della Scala, signore di Verona   | Beatrice da Correggio                   |  |  |       |  |  |                                          |  |  |                                       |  |
| Verde della Scala                               |                                        | Mastino II della Scala, signore di Verona   |                                         |  |  |       |  |  |                                          |  |  |                                       |  |
|                                                 |                                        | Taddea da Carrara                           | Giacomo I da Carrara, signore di Padova |  |  |       |  |  |                                          |  |  |                                       |  |
|                                                 |                                        | Taddea da Carrara                           | Giacomo I da Carrara, signore di Padova |  |  |       |  |  |                                          |  |  |                                       |  |
|                                                 |                                        | Taddea da Carrara                           | Elisabetta Gradenigo                    |  |  |       |  |  |                                          |  |  |                                       |  |
|                                                 |                                        | Taddea da Carrara                           |                                         |  |  |       |  |  |                                          |  |  |                                       |  |